# 保柳·印卡
保柳·印卡·圖帕克（1518年？—1549年）是印加的一位薩帕·印卡（皇帝），為西班牙殖民者的傀儡，統治庫斯科。他的統治地位不被印加人承認，歷史學家一般不把他列入印加統治者的代數之內。
保柳·印卡是瓦伊納·卡帕克的兒子，為尼南·庫尤奇、瓦斯卡爾、阿塔瓦爾帕、圖帕克·瓦爾帕和曼科·印卡·尤潘基的同父異母弟。
在曼科·印卡統治的早期，保柳是曼科的強大支持者。1535年，他與太陽神祭司奉曼科之命，跟隨迭戈·德·阿爾馬格羅去探查智利。他與阿爾馬格羅同時逗留圖皮薩，等候智利部落送來的大量黃金。在胡胡伊期間，太陽神祭司逃回秘魯，煽動曼科·印卡反抗西班牙的統治。
阿爾馬格羅自智利失望而回，此時曼科率印加軍隊圍攻庫斯科城。阿爾馬格羅數百名士兵的到來迫使曼科放棄圍城。此時的保柳站在西班牙人的一側，西班牙人將瓦斯卡爾的財產贈予他作為報酬。曼科離開之後，保柳被西班牙人立為薩帕·印卡。
阿爾馬格羅佔領庫斯科之後，俘虜了皮薩羅的弟弟貢薩洛、胡安、埃爾南多三人。在保柳的支持下，阿爾馬格羅在阿班凱擊敗並俘虜了皮薩羅的支持者阿隆索·德·阿爾瓦拉多。保柳也率領6000名印加人參加了薩利納斯戰役。
查理五世將保柳推薦給秘魯總督布拉斯科·努涅斯·維拉，並寫信給保柳表示感激。1543年，保柳接受天主教洗禮，取教名克里斯托瓦爾（Cristóbal）。保柳的結局與其兄弟都不同，最終於1549年在庫斯科平靜地去世。葬於庫斯科的一座教堂之內。